# Vicente Isabel Osorio de Moscoso y Álvarez de Toledo
 Vicente Ferrer Isabel Osorio de Moscoso y Álvarez de Toledo (Madrid, 19 de noviembre de 1777-Madrid, 31 de agosto de 1837) fue un aristócrata español que sirvió en la Real Casa. 

## Vida y familia
Era hijo de Vicente Joaquín Osorio de Moscoso y Guzmán, que le había precedido en todos sus títulos, y de María Ignacia Álvarez de Toledo y Gonzaga, hija de los marqueses de Villafranca del Bierzo.
Ligado, tanto por parte de padre como de madre, a la Corte su familia materna había ocupado importantes puestos en ella; sus dos abuelos habían sido mayordomos mayores de la Reina. 
Huérfano de madre a los 18 años, se casa a los 21 con María del Carmen Ponce de León Carvajal. Durante la Guerra de la Independencia Española ocupa, entre mayo y noviembre de 1809, la presidencia de la Junta Suprema Central, a la que pertenecía su padre. 
Hereda los títulos y propiedades a la muerte de su padre en 1816 y, cuatro años más tarde, simpatiza con el movimiento del Trienio Liberal. Noble avanzado, el Gobierno le elegirá para que, tras los sucesos de julio de 1822, sustituya al marqués de Bélgida como caballerizo mayor de Fernando VII pese a que trata de excusarse para no ocupar el puesto. 
Al fracasar el movimiento liberal en 1823, el rey le cesa y le retira la llave de gentilhombre grande de España con ejercicio y servidumbre por el llamado Decreto de Andújar. A pesar de los reiterados esfuerzos de su hijo el rey nunca le rehabilitará. 
En 1813 fallecerá su esposa y solo con la muerte del monarca logrará en 1833 la ansiada rehabilitación. Falleció cuatro años después, en 1837.

## Títulos
Fue XII conde de Altamira, XVI duque de Maqueda, IX duque de Medina de las Torres, XVI marqués de Astorga y, también, duque de Sessa, de Sanlúcar la Mayor, de Soma y de Baena, marqués de Leganés, de Ayamonte, de Villamanrique, de la Villa de San Román, de Almazán, de Poza, de Morata, de Mairena, de Elche, de Monasterio, de Montemayor y del Águila, conde de Palamós, de Lodosa, de Arzarcóllar, de Villalobos, de Nieva, de Saltés, de Vallehermoso, de Cantillana, de Monteagudo de Mendoza, de Cabra, de Trastámara y XVIII conde de Santa Marta, vizconde de Iznájar y barón de Bellpuig, trece veces grande de España,